# Нові Сали
Но́ві Сали́ — село в Україні, у Житомирському районі Житомирської області, входить до складу Черняхівської селищної громади. Населення становить 106 осіб.

## Історія
Поселення засновано після 1868 року в урочищі Дров'янка на північно-західній околиці села Росівка.